# Суиси, Райан
Райа́н Суиси́ (фр. Rayan Souici; 28 февраля 1998, Пьер-Бенит, Франция) — французский футболист алжирского происхождения, полузащитник клуба «Сент-Этьен».

## Клубная карьера
Норден является воспитанником «Сент-Этьена», в академию клуба перебрался в пятнадцатилетнем возрасте. С 2015 года — выступает за вторую команду. Дебютировал за неё 18 марта 2015 года в поединке против «Флёри 91».
Сезон 2017/18 начал в основной команде «Сент-Этьена». 5 августа 2017 года дебютировал в Лиге 1 поединком против «Ницца», выйдя на замену на 79-й минуте вместо Уссамы Таннане.